# Sven Nykvist
Sven Nykvist (Moheda, 3 de dezembro de 1922 - Estocolmo, 20 de setembro de 2006) foi um diretor de fotografia e cineasta da Suécia.

Considerado por muitos como um dos maiores diretores de fotografia de todos os tempos, entrou no cinema com 19 anos como  assistente de cameraman. No ano de 1953 começou a trabalhar com o lendário realizador Ingmar Bergman em Noites de Circo. A partir deste momento Nykvist tornou-se inseparável de Bergman.

Também colaborou com os realizadores Louis Malle, Roman Polanski, Andrei Tarkovski.
Ganhou duas vezes o Oscar de melhor fotografia, por Viskningar och rop em 1974 e por Fanny och Alexander em 1984, sendo nomeado ainda por The Unbearable Lightness of Being em 1989. Por este último ganharia no mesmo ano o para mais dois na mesma categoria. Dirigiu cinco filmes.